# Penaeaceae
Penaeaceae is een botanische naam, voor een familie van tweezaadlobbige planten. Een familie onder deze naam wordt algemeen erkend door systemen van plantentaxonomie, en zo ook door het APG-systeem (1998) en het APG II-systeem (2003).
Het gaat om een kleine familie van enkele tientallen soorten, die voorkomen in Zuid-Afrika.
In het Cronquist-systeem (1981) is de plaatsing eveneens in de orde Myrtales; dit is dezelfde plaatsing als in het Wettstein-systeem (1935).